# Parvathipuram
Parvathipuram là một thành phố và khu đô thị của quận Vizianagaram thuộc bang Andhra Pradesh, Ấn Độ.

## Nhân khẩu
Theo điều tra dân số năm 2001 của Ấn Độ, Parvathipuram có dân số 49.692 người. Phái nam chiếm 50% tổng số dân và phái nữ chiếm 50%. Parvathipuram có tỷ lệ 66% biết đọc biết viết, cao hơn tỷ lệ trung bình toàn quốc là 59,5%: tỷ lệ cho phái nam là 75%, và tỷ lệ cho phái nữ là 57%. Tại Parvathipuram, 12% dân số nhỏ hơn 6 tuổi.